# Mika Miko
Mika Miko est un groupe de punk-noise américain, originaire de Los Angeles, en Californie. Avec dans sa formation originelle, Jennifer Clavin, Jenna Thornhill, Michelle Suarez, Jessica Clavin, et Jon Erik Edrosa, le groupe se sépare en 2010, certains membres désirant continuer leurs études ou travailler sur d'autres projets.

## Biographie

### Débuts (2003–2005)
Le groupe est formé en 2003 à Los Angeles, en Californie. Jessica Clavin est la sœur cadette de Jennifer Clavin. Au lycée, elles ont rencontré Jenna Thornhill - dont elles étaient voisines de quartier - et Michelle Suarez,. Sur leur motivation a former un groupe, Jessica Clavin explique : « J'ai commencé à jouer de la basse et ma sœur voulait jouer de la guitare. On allait à des concerts de punk et on s'est dit 'On peut faire ça !'. » Jennifer et Jessica Clavin ainsi que Jenna Thornhill forment alors un groupe de thrash appelé Dead Banana Ladies qui se produit devant des publics très restreints, et s'intéressant plus à s'agiter autour du groupe qu'à apprécier réellement sa musique. Jessica Clavin subît alors un sérieux accident et Michelle Suarez proposa de la remplacer temporairement à la basse. Après le rétablissement de Jessica, le groupe décide de se dissoudre et de former un nouveau groupe, Mika Miko, incluant désormais Michelle Suarez comme membre permanent.
Jenna Thornill explique le choix du nom Mika Miko : « Nous voulions vraiment avoir un nom qui ne voulait rien dire du tout [...] je me suis rendu compte que chez d'autres personnes, lorsqu'ils en ont marre du nom de leurs groupes c'est parce ce nom veut dire quelque chose. » Interrogées sur leurs influences, Jessica et Jennifer Clavin citent The Germs (groupe de punk rock de Los Angeles) et Eggs. Michelle Suarez cite Black Flag. En 2004, Mika Miko gagne en popularité grâce à ses performances frénétiques sur scène. Cette même année, il réalise sa première démo et son premier maxi 45 tours au titre éponyme Mika Miko ; à la suite de quoi le groupe part en tournée sur la côté ouest des États-Unis.
En 2005, Kate Hall rejoint Mika Miko en tant que batteuse sur invitation de Jennifer Clavin qui lui a envoyé par SMS : « Eh, nana, tu veux jouer la batterie pour nous ?. » Le groupe apparait sur deux compilations publiées par des labels de Los Angeles et produit ses deux premières cassettes en assurant lui-même sa publication. Toujours en 2005, deux membres du groupe font des contributions sur le maxi Community du groupe indépendant d'électro Hawnay Troof.

### Derniers albums (2006–2010)
Leur premier album studio, C.Y.S.L.A.B.F., est publié en juillet 2006 par Post Present Medium et Kill Rock Stars. Un deuxième pressage sur disque vinyle est publié par la suite en Suède sur le label Deleted Art. En juillet 2006, le groupe apparait sur ANP Quarterly, et Kate Hall fait une apparition sur 40 Bands/80 Minutes!, un DVD musical paru en 2006 sur lequel figurent 80 groupes de la scène indépendante de Los Angeles. En août 2006, Mika Miko fait la couverture du magazine Maximumrocknroll dans lequel est publié une interview et des séances photos de Vice Cooler. Le groupe apparaît dans le numéro 76 de novembre-décembre 2006 du magazine Punk Planet.
En 2007 est publié le maxi 666, qui sera réédité en juillet 2008 sous le même nom dans une édition combinée sur CD incluant les 4 chansons de leur premier maxi Mika Miko et les 6 chansons du maxi 666 ainsi que d'autres chansons rares.  Cet album est entièrement enregistré en une seule journée, le 6 juillet 2006, ce qui inspire le titre de l'album, un clin d'œil au jour le plus diabolique du XXIe siècle par sa similitude au nombre de la bête. À propos de son enregistrement, Kate Hall expliquait : « Enregistrer 666 a été une expérience très différente à celle de notre premier album. Nous avons passé beaucoup de temps sur le premier album. On rentrait en studio chaque week-end et on enregistrait chanson par chanson afin que le son soit parfait. Sur celui-ci on voulait capturer notre ambiance live. » En octobre 2007, le groupe est encore géré par The Boston Terrier Connection.
En 2008, Kate Hall quitte le groupe. Elle est remplacée par Seth Densham, guitariste du groupe Party Fowl, qui rejoint le groupe le 1er août 2008. Jennifer Clavin et Jenna Thornhill jouent dans le film High School Records sorti en 2008. Dans ce film, réalisé par Ben Wolfinsohn, sont dépeintes les frustrations, angoisses et anecdotes d'un groupe d'adolescents dans leur dernière année au lycée.
En 2009, le groupe publie son deuxième et dernier album studio We Be Xuxa. En octobre 2009, le groupe décide de se séparer, certains membres désirant continuer leurs études ou travailler sur d'autres projets. Les 30 et 31 décembre 2009 et le 1er janvier 2010, le groupe joue ses derniers concerts au Smell à Los Angeles. Les sœurs Clavin formeront un nouveau groupe appelé Bleached en 2011, qui publiera plusieurs singles et un album, Ride Your Heart, en 2013.

## Membres
- Jennifer Clavin - chant, guitare, claviers
- Jenna Thornhill - chant, saxophone, claviers
- Michelle Diane Suarez - guitare, claviers
- Jessica Clavin - basse
- Seth Densham - batterie

## Discographie

### Albums studio
- 2006 : C.Y.S.L.A.B.F.
- 2009 : We Be Xuxa

### EP
- 2007 : 666

### Singles
- 2004 : Mika Miko
- 2005 : Treasure Tropics (collaboration avec Weirdo/Begeirdo, Abe Vigoda et Hello Astronaut, Goodby Television)
- 2008 : Sex Jazz